# 祥云岩
祥云岩，位于中国广东省河源市龙川县新田镇，为龙川县的一个县级文物保护单位，类型为其他，公布时间为1962年5月。
祥云岩的历史年代为明代。